# Pjeskolov
Pjeskolov je uređaj koji obično služi za pročišćavanje vode, a primjenjuje se za izdvajanje šljunka, pijeska i ostalih krupnijih čestica mineralnog porijekla iz otpadnih voda. To je potrebno radi zaštite rotora crpki, te cjevovoda od abrazije, kao i ostalih dijelova uređaja. U pravilu se postavljaju kod mješovitih sustava odvodnje i na oborinskoj kanalskoj mreži.
Pjeskolovi se izvode kao taložnici, dakle kao spremnici u kojima se smanjuje brzina vode i tako omogućava taloženje zrnatih čestica. Radi sprječavanja istovremenog taloženja i čestica organskih tvari, nastoji se postići minimalna (vodoravna) brzina protjecanja vode kroz pjeskolov oko 0,3 m/s. Pri ovoj će se brzini praktički istaložiti sve čestice pijeska promjera većeg od 0,25 mm. Vrijeme zadržavanja (protjecanja) vode kroz pjeskolov uzima se 45 do 90 sekundi (najčešće 60 sekundi). Preporučljivi odnosi dubine i duljine, te duljine i širine pjeskolova istovjetni su odgovarajućim odnosima kao i kod taložnika. Pjeskolovi imaju pravokutni i okrugli tlocrt.  Pretežno su višekomorni, kako bi se omogućilo vađenje pijeska i izravnavanje oscilacija u dotoku. Kod manjih uređaja pjeskolovi se čiste ručno, a kod većih mehanički.

## Hidrociklon
Hidrociklon je uređaj koji uzrokuje centrifugalno razdvajanje materija sadržanih u tekućini kojom je napunjen. Te materije mogu biti čvrste čestice, mjehurići plina ili druge nemješljive tekućine. Hidrociklon obavlja razdvajanje čvrste materije u pogonskoj tekućini zbog razlike u veličini i obliku čvrste materije, a u slučaju dviju čvrstih materija u pogonskoj tekućini, one se mogu razdvajati i zbog razlike u gustoći. Hidrociklon je mirujuća cilindrično – konusna naprava, u kojoj se uvođenjem suspenzije pod određenim tlakom, stvara centrifugalno vrtloženje, što je glavni uzrok razdvajanja raspršene otopine u uvjetima centrifugalnog polja. Stupanj iskorištenja razdvajanja raste s povećanjem razrijeđenosti suspenzije na ulazu u hidrociklon, ali i s manjim udjelom čvrstih čestica u suspenziji.